# Fremtidens Batman
Fremtidens Batman (engelsk Batman Beyond eller Batman of the Future) er en amerikansk superhelte animeret tv-serie, baseret på DC Comics figur Batman. Den blev skabt og udviklet af Paul Dini, Bruce Timm og Alan Burnett og produceret af Warner Bros. Television Animation. Serien havde premiere d. 10. januar, 1999 på Kids' WB og sluttede 18. december 18, 2001 på Cartoon Network. I Storbritannien havde den premiere d. 4. september, 2000. efter 52 episoder fordelt på tre sæsoner og én direct-to-video film, blev serien sluttet til fordel for den animerede serie Justice League. Batman Beyond er den tredje serie (kronologisk den sidste serie) DC Animated Universe,og den fungerer både som en efterølger til Batman: The Animated Series og The New Batman Adventures.
Selvom den oprindelige annoncere af serien fik en blandet modtagelse, så blev Fremtidens Batman godt modtaget af kritikerne, og fik en kultstatus. På trods af at være startet som en børnevenlig Batman-serie af Warner Bros. Animation, så endte den med at være mørkere end forgængeren Batman: The Animated Series.

## Medvirkende

### Danske stemmer
- Andreas Jessen
- Anne Oppenhagen Pagh
- Annette Heick
- Christian Damsgaard
- Lars Lippert
- Lars Thiesgaard
- Mads M. Nielsen
- Mathias Klenske
- Nis Bank-Mikkelsen
- Pauline Rehné
- Peter Aude
- Peter Røschke
- Puk Scharbau